# Kupčina Žumberačka
 Kupčina Žumberačka  falu Horvátországban Zágráb megyében. Közigazgatásilag Zsumberk község központi települése.

## Fekvése
Zágrábtól 45 km-re délnyugatra, községközpontjától Kostanjevactól 5 km-re északnyugatra a Zsumberki-hegység völgyében a Kupčina felső folyásának mentén fekszik. Településrészei Milići, Modruši és Žamarija. 

## Története
A falu egykor nemesi birtok volt 28 jobbággyal, de 1786-ban Silly kapitány megvásárolta akkori birtokosától és a katonai körzet része lett. 
Az 1830-as urbárium szerint 15 házat és 173 lakost számláltak itt. 1857-ben 189, 1910-ben 207 lakosa volt. Trianon előtt Zágráb vármegye Jaskai járásához tartozott. A falunak 2011-ben már csak 36 lakosa volt. Lakói mezőgazdasággal, állattenyésztéssel, szőlőtermesztéssel foglalkoznak. 

## Lakosság
| Lakosság változása | Lakosság változása | Lakosság változása | Lakosság változása | Lakosság változása | Lakosság változása | Lakosság változása | Lakosság változása | Lakosság változása | Lakosság változása | Lakosság változása | Lakosság változása | Lakosság változása | Lakosság változása | Lakosság változása | Lakosság változása |
| ------------------ | ------------------ | ------------------ | ------------------ | ------------------ | ------------------ | ------------------ | ------------------ | ------------------ | ------------------ | ------------------ | ------------------ | ------------------ | ------------------ | ------------------ | ------------------ |
| 1857               | 1869               | 1880               | 1890               | 1900               | 1910               | 1921               | 1931               | 1948               | 1953               | 1961               | 1971               | 1981               | 1991               | 2001               | 2011               |
| 189                | 216                | 205                | 233                | 217                | 207                | 210                | 227                | 206                | 190                | 172                | 148                | 133                | 108                | 64                 | 36                 |

## Nevezetességei
Szent Rókus tiszteletére szentélt kápolnája a Zsumberki Szent Miklós plébánia filiája.

## Külső hivatkozások
- Žumberak község hivatalos oldala
- A Zsumberki közösség honlapja